# Langraviato di Brabante
Il Langraviato di Brabante è stato un piccolo feudo medievale, precursore del Ducato di Brabante nei Paesi Bassi, allora parte del Sacro Romano Impero. Dominato dalla famiglia Reginar, conti di Lovanio e Bruxelles nella Bassa Lotaringia, era situato tra i fiumi Dendre e Dyle, vicino al confine occidentale del Sacro Impero lungo la Schelda, delimitata a ovest dalla contea delle Fiandre e dalla contea dell'Hainaut a sud.

## Storia
Nell'alto medioevo, i domini dell'ex provincia romana della Gallia Belgica entrarono a far parte dei regni franchi. Dopo le divisioni dell'Impero carolingio nel IX secolo, il pagus del Brabante apparteneva alla Lotaringia che fu definitivamente annessa alla Francia orientale sotto il regno di re Enrico I nel 923. Nel XI secolo, sotto la dominazione del Sacro Impero, i domini del pagus nella Bassa Lotaringia si distribuirono su più signorie:
- la contea di Bruxelles acquisita dal conte Lamberto I di Lovanio, dalla famiglia Régnier, nel 994;
- la parte meridionale che passò sotto il dominio del conte Régnier V di Mons nel 1024 ed entrò a far parte della contea di Hainaut;
- i domini di Ename ceduti come feudo imperiale al conte Baldovino V delle Fiandre intorno all'anno 1059 - le future Fiandre imperiali;
- la signoria tra i fiumi Dender e Senne che rimase feudo imperiale del conte palatino Ermanno II di Lotaringia fino alla sua morte nel 1085.

Dopo la morte di Ermanno II, l'imperatore Enrico IV affidò questa quarta signoria al conte Enrico III di Lovanio e Bruxelles, pronipote di Lamberto I, concedendogli il titolo di "Langravio di Brabante ". Questo è il primo uso conosciuto del termine langravio.
Alla morte di Enrico III nel 1095, gli succedette il fratello minore Goffredo. Nel 1106 fu anche nominato duca della Bassa Lotaringia (come Godefroid V) e marchese di Anversa dal re Enrico V. Tuttavia, perse questi titoli con la nomina del suo rivale Waleran II di Limburg da parte del re Lotario di Supplinburgo nel 1128. Sia Godefroid che Waleran morirono nel 1139 e il titolo ducale andò al figlio di Godefroid, Goffredo II di Lovanio, imparentato per matrimonio con il re Corrado III di Hohenstaufen . Rifiutando di accettare la perdita, il figlio di Waléran, Enrico II di Limburgo, attaccò Godefroid II, ma fu sconfitto.
Godefroid III di Lovanio, Duca della Bassa Lotaringia e Marchese di Anversa dal 1142, fu fedele vassallo di Corrado III e di suo nipote Federico Barbarossa . Suo figlio maggiore, Enrico il guerriero, sposò Mathilde de Boulogne nel 1179 e ottenne la contea di Bruxelles da suo padre. Nel 1183, l'imperatore Federico Barbarossa unì ufficialmente il Langraviato, il Marchesato di Anversa e le Contee di Leuven e Bruxelles per formare il nuovo Ducato di Brabante. Dopo la morte del padre nel 1190, Enrico il Coraggioso ottenne la conferma del titolo di "Duca di Brabante", in virtù della successione dei Duchi della Bassa Lotaringia, da parte del re Enrico VI alla Dieta di Hall.

## Tempi moderni
La regione faceva parte del Brabante meridionale dal 1815 al 1830, una provincia del Regno Unito dei Paesi Bassi e poi della provincia belga del Brabante dal 1830 al 1996. Attualmente si trova nella parte occidentale del Brabante fiammingo in Belgio.